# Theridion linaresense
Theridion linaresense är en spindelart som beskrevs av Claude Lévi 1963. Theridion linaresense ingår i släktet Theridion och familjen klotspindlar. Inga underarter finns listade i Catalogue of Life.